# Zoborhegyi Szent Benedek

Zoborhegyi Szent Benedek (? – 1012) az első magyarországi szentek egyike, remete, bencés rendi szerzetes.

## Élete
Benedek a 10. század utolsó harmadában született (egyes források szerint Lengyelországban, más források szerint Nyitra környékén) és Szent István uralkodása idején lett a Nyitra melletti Zoborhegyi apátság tagja. 
Szent Zoerard-András tanítványa volt, akit időnként felkeresett a Trencsén melletti Vágsziklási remetebarlangjában, s az ő halála után beköltözött annak lakóhelyére, s folytatta mestere remete, önsanyargató életmódját. Benedek csak néhány évvel élte túl mesterét: rablók ölték meg, s testét a Vág folyóba vetették. A hagyomány szerint egy sas jelzése által találtak rá holttestére. 
A nyitrai Szent-Emmerám templomban Szent Zoerard-András mellé temették.

## Emlékezete
Szentté avatása 1083-ban történt. Ünnepnapja: július 17. Élettörténetét Boldog Mór pécsi püspök jegyezte le 1070-ben.
Szkalkai remetebarlangjánál Jakab nyitrai püspök 1224-ben bencés apátságot alapított.